# Unió Autonomista Trentino Tirolesa
Unió Autonomista Trentino Tirolesa (UATT) ha estat un partit polític italià basant-se en la província de Trento, d'inspiració autonomista i demòcrata cristiana, fundat el 1982 d'una escissió conservadora del Partit Popular Trentino Tirolès (PPTT), mentre que el sector centrista va fundar Autonomia Integral. El cap de la UATT fou Franco Tretter.
Es presentà a les eleccions regionals de Trentino-Tirol del Sud de 1983 i va obtenir el 8,2% i tres consellers. Després del Congrés del 29 de maig de 1987 va decidir unificar-se amb Autonomia Integral i altres grups nacionalistes menors, fundant l'1 de gener de 1988 el Partit Autonomista Trentino Tirolès.